# Vlaho Macan
Vlaho Macan (Ragusa, 15 ottobre 1959) è un ex calciatore croato, di ruolo difensore.

## Carriera

### Club
Cresciuto nelle giovanili dell'Hajduk Spalato debuttò in prima squadra il 23 novembre 1980 subentrando nella trasferta di campionato contro il NK Zagabria. Il 22 settembre 1982 fece il suo debutto in una competizione UEFA, subentrò al posto di Dušan Pešić nella partita di andata, valida per i trentaduesimi di finale di Coppa UEFA, vinta in trasferta contro il Żurrieq.